# Placide (famiglia)
Placide fu una famiglia di attori francesi emigrati negli Stati Uniti d'America subito dopo l'inizio della Rivoluzione francese.

## Storia
Il capostipite della dinastia fu Alexander Placide (1750-New York 1812), che in patria svolse il ruolo di funambolo presso la corte di Luigi XVI di Francia.
Giunse in America nel 1791 riuscendo ad arrivare al successo e alla notorietà sia come impresario, grazie alla sua ingegnosità, sia come acrobata, mimo e ballerino.
Tutti i suoi figli, avuti dalla moglie attrice e danzatrice Charlotte Sophia Wrighten, si dedicarono alla recitazione e al palcoscenico:
- Caroline (1798-1881) fu una cantante;
- Jane (1804-1835) fu un'attrice drammatica;
- Eliza (-1874) interpretò commedie musicali;
- Thomas (1805-1877) svolse l'attività di comico;
- Henry (1799-1870) attivo sul palcoscenico sin da bambino, raggiunse un buon successo qualche anno dopo nel ruolo di anziano gentiluomo inglese o di contadino un po' rozzo,[2] tutti interpretati con una vena ironica; si distinse grazie a scrittori quali William Shakespeare e Charles Dickens.[1]